# Tarkio Township (Contea di Atchison, Missouri)
Tarkio Township è una delle 11 township nella Contea di Atchison dello Stato del Missouri, Stati Uniti d'America.

## Geografia fisica
Tarkio Township si estende su una superficie di 124,14 km².
All'interno della township è presente la città di Tarkio.